# Atlantischer Stör
Der Atlantische Stör (Acipenser oxyrinchus) ist ein Knochenfisch aus der Gattung der Störe (Acipenser), der in zwei Unterarten entlang der nordamerikanischen Atlantik- und Golfküste vorkommt. Genetische Untersuchungen weisen darauf hin, dass die Art bis vor kurzem auch in der Ostsee vorkam. Die Bestände gelten vor allem auf Grund von Überfischung seit Ende des 19. Jahrhunderts als bedroht.

## Merkmale
Der Atlantische Stör ist vom Europäischen Stör (Acipenser sturio), der wahrscheinlich seine Schwesterart darstellt, nur durch molekularbiologische Untersuchungen sicher zu unterscheiden. Die Tiere weisen den typischen Körperbau der Störe mit langgestrecktem Körper, unterständigem Rüsselmaul, heterozerker Schwanzflosse und fünf Reihen von Knochenplatten entlang des Rumpfes auf, die beim Atlantischen Stör oval sind. Gewöhnlich erreichen die Tiere eine Länge von 1,30 bis 2,20 Metern und ein Gewicht von 30 bis 45 Kilogramm bei Männchen und 50 bis 110 Kilogramm bei Weibchen. Die berichteten Maximalmaße liegen bei 4,30 Metern und fast 370 Kilogramm. Der Körper ist bei Jungtieren dunkelbraun mit gelblichem bis weißlichem Bauch und dunklen Knochenplatten, wobei die Mitten der Rückenplatten hell sind. Die seitlichen Kanten der Schnauze sind deutlich schwarz gefärbt und die Hinterkante der Schwanzflosse ist weiß. Ausgewachsene Tiere sind dunkelbraun oder bläulich-schwarz bis heller braun oder kupferfarben mit weißlichem oder leicht gelblichem Bauch. Nur ausgewachsene Tiere weisen einen schwarzen Fleck auf der Unterseite der Schnauze auf. Diese ist stets lang und V-förmig zugespitzt. Zwei Paar kurzer, schlanker Barteln sitzen etwas vor der halben Strecke von der Schnauzenspitze zum Maul. Die Oberlippe hat eine Einbuchtung in der Mitte, die Unterlippe ist unterbrochen. Über dem Auge liegt ein Knochenkamm. Die Iris ist bronze-, gold- oder kupferfarben. Die Rückenreihe weist 7 bis 16 Knochenplatten auf, die seitlichen Reihen haben 24 bis 35, die Bauchreihen 6 bis 14 Platten. Zwischen After und Afterflosse sitzen 2 bis 6 kleine Platten in Paaren, zwischen Rücken- bzw. Afterflosse und Schwanzflosse jeweils 3 bis 9 Platten. Kleine Plättchen finden sich auch neben der Afterflosse. Zwischen den großen Knochenplatten liegen zahlreiche winzige, rautenförmige Plättchen. Die Rückenflosse weist 38 bis 46 Weichstrahlen auf, die Afterflosse 23 bis 30.

## Lebensweise
Atlantische Störe sind anadrome Wanderfische, die den Großteil ihres erwachsenen Lebens in den flachen Gewässern über dem Kontinentalschelf verbringen, wobei sie teilweise lange Wanderungen entlang der Küsten unternehmen. Als Nahrung dienen Ringelwürmer, Weichtiere, bodenbewohnende Krustentiere und kleine Knochenfische. Die Laichwanderung beginnt im Süden des Verbreitungsgebiets im Februar oder März, im Mittelatlantik von April bis Mai und in kanadischen Gewässern im Mai bis Juli. Die Tiere wandern dabei in Flussmündungen und Flüsse ein, wo in schwach brackigem Wasser oder Süßwasser bei Temperaturen ab 13 bis 18 °C die Eier abgelegt werden. Diese sind im Durchmesser etwa 2,5 Millimeter groß und werden wahrscheinlich bevorzugt über festem Grund in fließendem Wasser am Boden abgelegt. Die Jungtiere schlüpfen nach etwa einer Woche und verbringen etwa drei bis fünf Jahre in Flüssen oder Mündungsgebieten, bevor sie mit einer Länge von 76 bis 92 Zentimetern ins Meer wandern. Die erwachsenen Tiere fressen während ihres Aufenthalts in den warmen Flüssen nichts und kehren meist ab Mitte November, wenn das Wasser unter 20 °C abkühlt, ins Meer zurück. Die Männchen erreichen die Geschlechtsreife je mit 6 bis 14, die Weibchen mit 8 bis 28 Jahren, wobei die südlicheren Populationen die Geschlechtsreife früher erreichen als die nördlichen. Erwachsene Tiere paaren sich alle drei bis vier Jahre und erreichen ein Alter von bis zu 60 Jahren.

## Vorkommen
Der Atlantische Stör kommt mit zwei Unterarten entlang der nordamerikanischen Atlantikküste vor. Die Nominatform (Acipenser oxyrinchus oxyrinchus) kommt von der Labrador-Halbinsel in Kanada bis zum St. Johns River in Ostflorida vor. Die südliche Unterart Acipenser oxyrinchus desotoi, der Golfstör, kommt im Golf von Mexiko vom Mississippi River Delta bis Südflorida vor. Einzelne Sichtungen wurden auch aus weiter südlich gelegenen Gewässern berichtet. Von der Nominatform unterscheidet sich der Golfstör durch Kopf- und Flossenlänge sowie die Form der Knochenplatten, das einzige statistisch sichere Unterscheidungsmerkmal ist allerdings die Größe der Milz, die etwas über der der Nominatform liegt.
Sequenzierungen der mitochondrialen DNA von Museumsexemplaren weisen darauf hin, dass es sich auch bei der inzwischen durch Befischung ausgerotteten Störpopulation der Ostsee um Atlantische Störe und nicht wie lange vermutet um Europäische Störe (Acipenser sturio) gehandelt hat. Sie waren wahrscheinlich vor 1200 bis 800 Jahren eingewandert und konnten sich während der Kleinen Eiszeit gegen den kälteempfindlicheren Europäischen Stör durchsetzen und ihn verdrängen. Weitere genetische Untersuchungen, die auch Gene aus dem  Zellkern mit einbezogen, lassen vermuten, dass tatsächlich nur die Weibchen des Atlantischen Störs in der Ostsee erfolgreich waren und dort zusammen mit Männchen des Europäischen Störs eine Hybridpopulation hervorgebracht hatten.

## Nutzung und Schutz

### Allgemeines

Klassifizierung gemäß IUCN

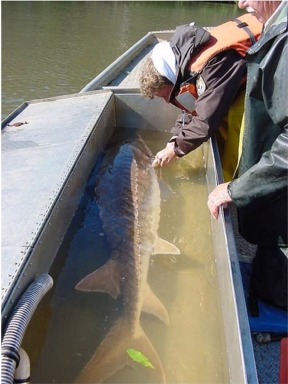
Gefangener Golfstör während einer Markierungskampagne

Der Atlantische Stör wird seit mindestens 4000 Jahren befischt, eine intensivere Befischung begann aber erst gegen Ende des 19. Jahrhunderts, wobei man sich auf die Frühjahrswanderungen konzentrierte. Die Fangzahlen gingen dabei für beide Unterarten innerhalb von etwa 10 Jahren um 90 % zurück und erholten sich trotz zunehmend strenger Kontrollen nur langsam. Ende des zwanzigsten Jahrhunderts überstieg der Fang Atlantischer Störe durch Beifang den der gezielten Fischerei. Seit 1997 ist der Fang in den Vereinigten Staaten verboten. In Kanada werden strenge Fangvorschriften geprüft. Neben der Befischung, die als Hauptbedrohung der Art gilt, bedrohen Dammbauprojekte sowie Wasserverschmutzung die Wanderungen und Lebensräume.
Die Art wird derzeit auf der Roten Liste gefährdeter Arten als Near Threatened (potenziell gefährdet, Vorwarnliste), die Unterart des Golfstörs als Vulnerable (gefährdet), gelistet. Im Washingtoner Artenschutzübereinkommen ist der Atlantische Stör als schutzbedürftige Art in Anhang zwei aufgeführt. Schutzmaßnahmen umfassen neben der Regulierung des Fangs und Handels Markierungsprogramme zur Erforschung der Verbreitung und Wanderungen sowie Nachzuchtversuche in Aquakultur.

### Wiederansiedlung in der Oder
2005 wurde ein Nachzuchtprogramm mit dem Ziel der Wiederbesiedlung des Atlantischen Störs in der Ostsee begonnen, wozu 20 geschlechtsreife Störe vom kanadischen St. Andrews nach Deutschland importiert wurden. Während sich die Art für Besiedlungsversuche besser eignet als der Europäische Stör, von dem nicht genügend Fische zur Verfügung stehen, war zunächst unsicher, ob die Tiere sich für die inzwischen wärmere Ostsee eignen.
Die Zeit berichtete am 16. August 2022 in einem Interview mit dem Biologen Jörn Geßner vom Leibniz-Institut für Gewässerökologie und Binnenfischerei (IGB) in Berlin, dass der Atlantische Stör in zwei Aufzuchtanlagen wieder in der Oder angesiedelt wurde. Erstmals seit ihrer Ausrottung hätten 2022 an der Oder wieder Babystöre schlüpfen können. Am Abend des 10. August 2022 wurden die erste und am 11. August 2022 etwas weiter flussabwärts die zweite Anlage durch die Umweltkatastrophe in der Oder getroffen. Dabei sind viele Störe in der Aufzuchtanlage verendet. Unklar ist noch, ob die bereits ausgewilderten Jungfische ebenfalls betroffen sind oder womöglich in verzweigten Nebenarmen überlebt haben. Durch ein geschädigtes Ökosystem wäre allerdings auf unbestimmte Dauer die Nahrungssuche der Fische gefährdet.